# Aspencat
Aspencat és un grup musical valencià, més concretament de Xaló, a la Marina Alta. El seu estil s'ha basat en l'ska, el reggae i el drum and bass, però en l'actualitat ha avançat cap a uns ritmes més electrònics on es pot veure la presència del dubstep. Han aconseguit així, un estil propi combinant sons electrònics amb l'estil que ha predominat fins aleshores. En l'actualitat conformen una de les bandes més referents del País Valencià, que amb l'aturada d'Obrint Pas se'ls ha considerat com els seus successors actuals. Amb això, durant la dècada del 2010 han estat considerats juntament amb La Raíz i Orxata Sound System com un dels grups valencians que desafien la cultura institucional del País Valencià pel contingut crític de la seua obra.

## Biografia
Aspencat naix el 2005 amb components de diferents pobles de la comarca de la Marina Alta (País Valencià). L'eclosió de la banda va tindre lloc entorn dels anys 2005 i 2007 quan tocaren a festivals com Arrels, l'Aplec dels Ports o la Gira d'Escola Valenciana i moltes nits acompanyant a grups valencians com Obrint Pas, Sva-ters, La Gossa Sorda o Skalissai.
L'any 2007 autoprodueixen la seua primera maqueta amb el títol de La festa està servida i arribat el 2009 enregistren el que serà el seu primer disc d'estudi, autoeditat, Obri la llauna. El grup en el 2010, el seu any de més èxit fins a la data, traspassen fronteres actuant a un poble de França. Després de l'èxit de la gira «Obri la llauna Tour 2010», Aspencat presenta el seu tercer treball Naixen primaveres, on reforcen la línia marcada al seu darrer disc amb lletres més combatives. Aquest treball, es caracteritza per la predominança del reggae, el dub, l'ska i els sons electrònics conjuntament amb la lírica desafiant que més els caracteritza.

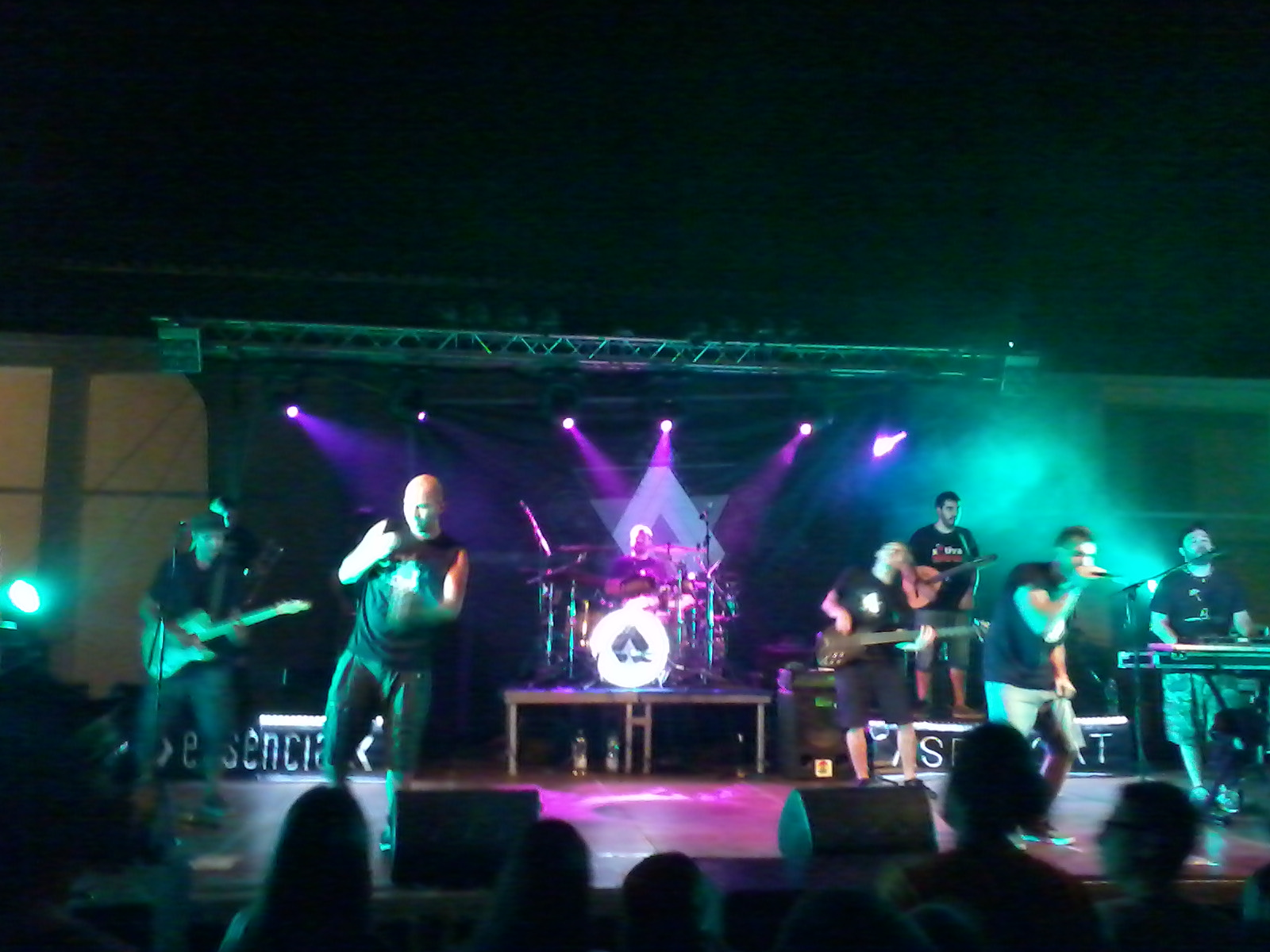
Concert d'Aspencat a La Canonja, Tarragonès el 4 d'agost de 2013

Aquest dinamisme fa del directe d'Aspencat una proposta enèrgica i sense pauses. Aquest disc, els porta a molts escenaris arreu dels Països Catalans i, fins i tot, en grans festivals de música internacional com el Rototom Sunsplash a Benicàssim (Festival internacional de Reggae) i l'Skaville a Rijeka (Croàcia) (Festival internacional d'ska).
El 2012 Aspencat torna a la càrrega amb Inèdit, un treball que contenia dues cançons noves, algunes versions i barreges de l'anterior treball Naixen primaveres realitzades per músics de reconeguda trajectòria com ara: Feliu Ventura, Borja Penalba, Xavi Sarrià (Obrint Pas), Chalart58 (La Kinky Beat) i Carles Biano (Orxata Sound System).
El 2013, Aspencat publica Essència, un disc amb el qual la banda explora nous territoris electrònics amb nous estils com ara el dubstep, fent d'això el seu directe una posada en escena molt més potent i convertint-se així com un dels grups més consolidats dels Països Catalans. Aquest disc els porta ja més de cinquanta concerts a l'esquena i, a més, els ha permès estar en el cartell de festivals com el Viñarock, l'Aupalumbreiras, o l'Acampada Jove. En 2014 Albert Benavent va substituir Rosendo Escrivà a la trompeta.
El 2017 Aspencat va anunciar la seua parada indefinida. Van deixar els escenaris sense especificar per quant de temps.

## Discografia
Al llarg de la seua carrera musical el grup ha apostat per la seua independència del mercat de la música i les discogràfiques, i totes les seues maquetes i discos han estat autoeditats exceptes l'últim disc (Tot és ara, 2015) que fou editat per Halley Records.

### La festa està servida-2007
| Núm. | Títol                | Durada |
| ---- | -------------------- | ------ |
| 1.   | «Mercat Comú»        |        |
| 2.   | «Carpe Diem»         |        |
| 3.   | «Sense renunciar»    |        |
| 4.   | «A passes de gegant» |        |
| 5.   | «Blocs de formigó»   |        |
| 6.   | «Verd esperança»     |        |
| 7.   | «Àfrica»             |        |
| 8.   | «Consumisme»         |        |
| 9.   | «Reggae Moll»        |        |
| 10.  | «De baixó»           |        |

### Obri la llauna-2009
| Núm. | Títol                        | Durada |
| ---- | ---------------------------- | ------ |
| 1.   | «Intro»                      |        |
| 2.   | «Crida»                      |        |
| 3.   | «Res a perdre»               |        |
| 4.   | «Xiqueta dolça»              |        |
| 5.   | «Temps»                      |        |
| 6.   | «Balla la melodia»           |        |
| 7.   | «Novembre»                   |        |
| 8.   | «On estan»                   |        |
| 9.   | «Ciutadà passiu»             |        |
| 10.  | «A passes de gegant (remix)» |        |
| 11.  | «Connectant»                 |        |

### Naixen Primaveres-2011
| Núm. | Títol                   | Durada |
| ---- | ----------------------- | ------ |
| 1.   | «Intro»                 |        |
| 2.   | «Naixen Primaveres»     |        |
| 3.   | «Llums, càmera i acció» |        |
| 4.   | «Mirades»               |        |
| 5.   | «Futur nuvolat»         |        |
| 6.   | «Revolucionari»         |        |
| 7.   | «L'últim segon»         |        |
| 8.   | «Somnie»                |        |
| 9.   | «La lluna té dos cares» |        |
| 10.  | «SOS»                   |        |

### Inèdit-2012
| Núm. | Títol                                                     | Durada |
| ---- | --------------------------------------------------------- | ------ |
| 1.   | «Mirant al cel»                                           |        |
| 2.   | «El teu crit»                                             |        |
| 3.   | «L'Herència (Feliu Ventura, Xavi Sarrià y Borja Penalba)» |        |
| 4.   | «L'últim segon (Pasqu Selector rmx)»                      |        |
| 5.   | «S.O.S. (Mark Dasousa rmx)»                               |        |
| 6.   | «Llums, càmera i acció (Plan B rmx)»                      |        |
| 7.   | «Mirades (Carles Biano rmx)»                              |        |
| 8.   | «Somnie (Countryboys rmx)»                                |        |
| 9.   | «Revolucionari (Chalart58 rmx)»                           |        |
| 10.  | «Revolucionari dub version (Chalart58 rmx)»               |        |

### Essència-2013
| Núm. | Títol                                              | Durada |
| ---- | -------------------------------------------------- | ------ |
| 1.   | «En els teus ulls»                                 |        |
| 2.   | «Nit d'esperança»                                  |        |
| 3.   | «La distància»                                     |        |
| 4.   | «Serem un cicló (con Nega de Los Chikos del Maíz)» |        |
| 5.   | «Quan caminàvem»                                   |        |
| 6.   | «Antimatèria»                                      |        |
| 7.   | «Fam de justícia»                                  |        |
| 8.   | «Queden matinades»                                 |        |
| 9.   | «Batega la ciutat»                                 |        |
| 10.  | «El teu crit (remix)»                              |        |
| 11.  | «Outro»                                            |        |

### Tot és ara-2015
| Núm. | Títol                                                  | Durada |
| ---- | ------------------------------------------------------ | ------ |
| 1.   | «Música naix de la ràbia»                              |        |
| 2.   | «Trenca els miralls (con Mai)»                         |        |
| 3.   | «Vull brindar (con Àlex Seguí de La Gossa Sorda)»      |        |
| 4.   | «Sense por (con Ander de Green Valley)»                |        |
| 5.   | «Mantindre el foc (con Rootsman I de Train To Roots)»  |        |
| 6.   | «Fent equilibris»                                      |        |
| 7.   | «Som moviment (con Xabi Solano y Pini de Esbe Beltza)» |        |
| 8.   | «Trinxeres en la foscor (con Remei)»                   |        |
| 9.   | «Interludi»                                            |        |
| 10.  | «Seguim en peu»                                        |        |
| 11.  | «Alçar el vol»                                         |        |
| 12.  | «Escriurem mil batalles»                               |        |
| 13.  | «S'atura el temps (con Pablo Sánchez de La Raíz)»      |        |
| 14.  | «La història és nostra (con Dj Plan-B)»                |        |